# Kernavė
Kernavė is een klein dorp in de gemeente Širvintos in het zuidoosten van Litouwen. Het was een belangrijke middeleeuwse feodale stad en hoofdstad van het Grootvorstendom Litouwen. Sinds 2003 is in het dorp een staatscultuurreservaat gevestigd.

## Aardrijkskundige ligging
Kernavė ligt zo’n 35 km ten noordwesten van de hoofdstad Vilnius aan een bocht in de Neris, op de rechteroever. Deze rivier verbindt Kernavė rechtstreeks met de hoofdstad. Net naast het dorp ligt een historisch reservaat met "piliakalniai" of heuvelforten.

## Geschiedenis
Tijdens het paleolithicum was het gebied rond Kernavė weinig bewoond. De vroegste menselijke nederzettingen dateren uit het 9e en 8e millennium v. Chr. Het aantal nederzettingen steeg echter in het mesolithicum en het neolithicum, door de visrijke rivier de Neris en de terrassen eromheen die geschikt waren voor de jacht. Het dorp wordt voor het eerst genoemd in 1279, toen het werd belegerd door de Duitse Orde omdat het destijds de hoofdstad was van Groothertog Traidenis. Kernavė beleefde zijn hoogtepunt in deze periode (eind 12e – begin 13e eeuw) en was een van de belangrijkste feodale steden van Litouwen, met handelaars en vaklui die zich in de stad vestigden. De ridders van de Duitse Orde brandden het dorp en het kasteel plat in 1390. Kernavė en het kasteel werden niet herbouwd en de overlevende bewoners verhuisden weg van de Pajauta-vallei naar de top van de heuvel. De resten van het oude dorp werden later overspoeld met alluviale aardlagen, waardoor alles – zelfs organisch materiaal – vrij intact werd bewaard. Dit maakt het gebied zeer interessant voor archeologen en is de reden waarom sommigen aan Kernavė refereren als het “Troje van Litouwen”.
De archeologische site werd bekender in het midden van de 19e eeuw, toen de romantische schrijver Feliks Bernatowicz het gebied beschreef in zijn roman ‘’Pojata, córka Lizdejki’’ (Vert.: “Pajauta, de dochter van Lizdeika”, Warschau, 1826). Er werden opgravingen verricht rond de heuvelforten door de Tyszkiewicz-broers en door Władysław Syrokomla (1859). Na de Tweede Wereldoorlog werden de opgravingen hervat door de Universiteit van Vilnius in 1979 en door het Litouws Instituut voor Geschiedenis in de periode 1980-1983. In 2003 werd het Staatscultuurreservaat van Kernavė opgericht.

## Bezienswaardigheden

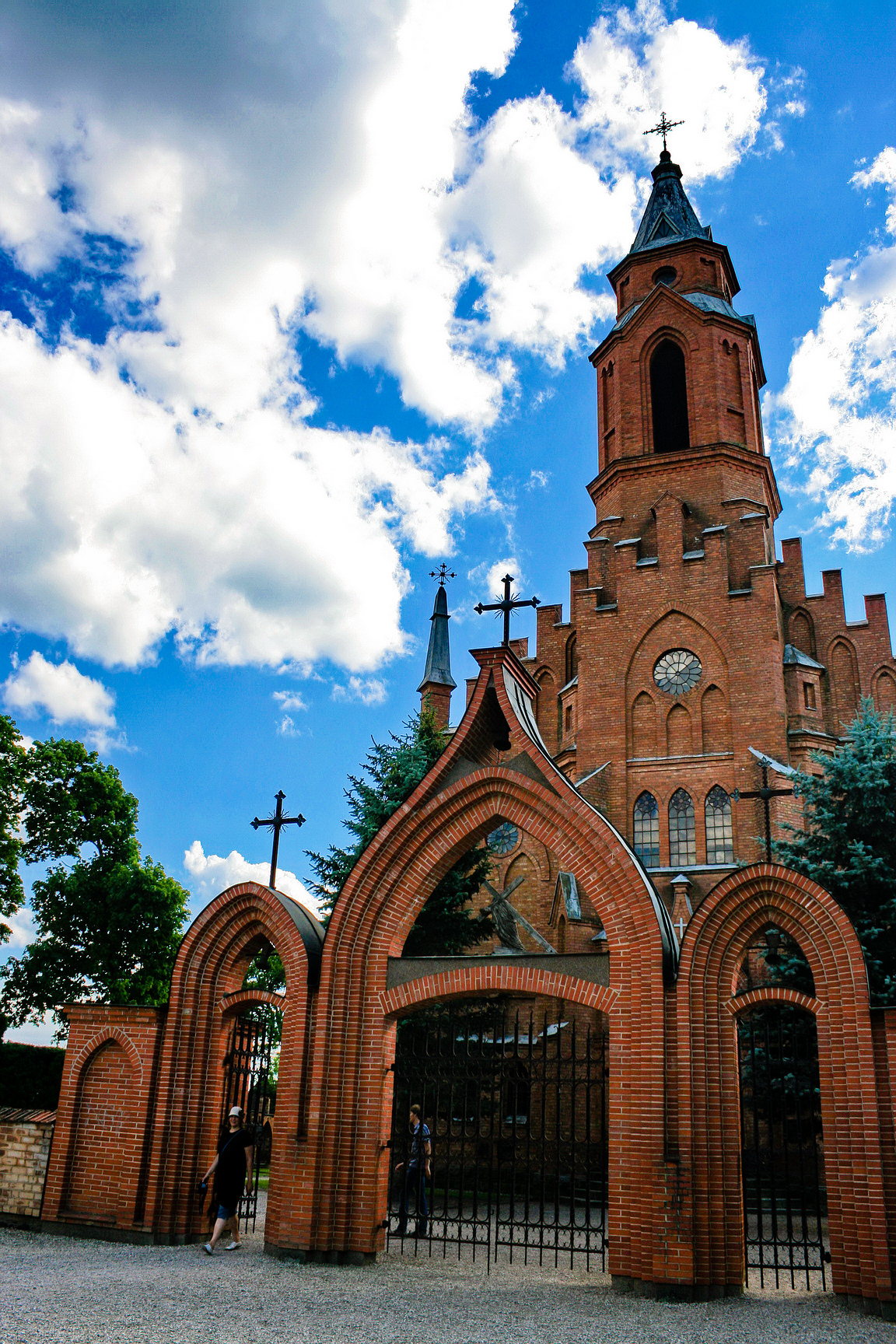
De kerk van Kernavė

### Kerk
De huidige kerk van Kernavė (gebouwd in 1910-1920) is gelegen naast de resten van vorige kerken. De funderingen van de kerk uit 1739 zijn blootgelegd. Deze houten kerk is in 1935 verhuisd naar Krivonys. Ter nagedachtenis van de tweede kerk, de Vytautaskerk, is een betonnen monument met een kruis opgericht tijdens de viering van de 500e verjaardag van Vytautas’ overlijden. In de grond waarop de twee kerken stonden zijn van de 15e tot de 19e eeuw de inwoners van Kernavė begraven. In de buurt van de kerk staan ook twee kapellen: een van hout en een van baksteen. In de bakstenen kapel bevindt zich het mausoleum van de Romer-familie. De beide kapellen behoren toe aan de parochie en liggen in het cultureel reservaat.

### Musea
In de pastorie is er een tentoonstelling over het leven van de parochianen met historische en heilige relieken. In de oude pastorie is in 1987 een museum geopend met sacramentele relieken. Het Archeologisch en Historisch Staatsmuseum van Kernavė bevindt zich in het cultureel centrum.

### Festivals
In de zomer worden in Kernavė allerlei vieringen en zomerfestival gehouden, waarvan het traditionele Rasa-festival waarschijnlijk het bekendste is. Het festival werd voor het eerst gehouden in 1967 door een groep universiteitsstudenten en werd al gauw een traditie. Het festival werd gezien als een protestactie tegen de vernedering van de nationale identiteit en de opgelegde inplanting van Sovjettradities. Pogingen om het festival te verbieden waren onsuccesvol.
Op 6 juli wordt in Kernavė ook een festival georganiseerd ter herdenking van de kroning van Mindaugas, de eerste bekende Groothertog van Litouwen. Tijdens het festival speelt men folkmuziek en toont men authentieke middeleeuwse handvaardigheid, dat gemaakt wordt door kunstenaars afkomstig uit de Baltische staten en de landen eromheen.

## Archeologische site

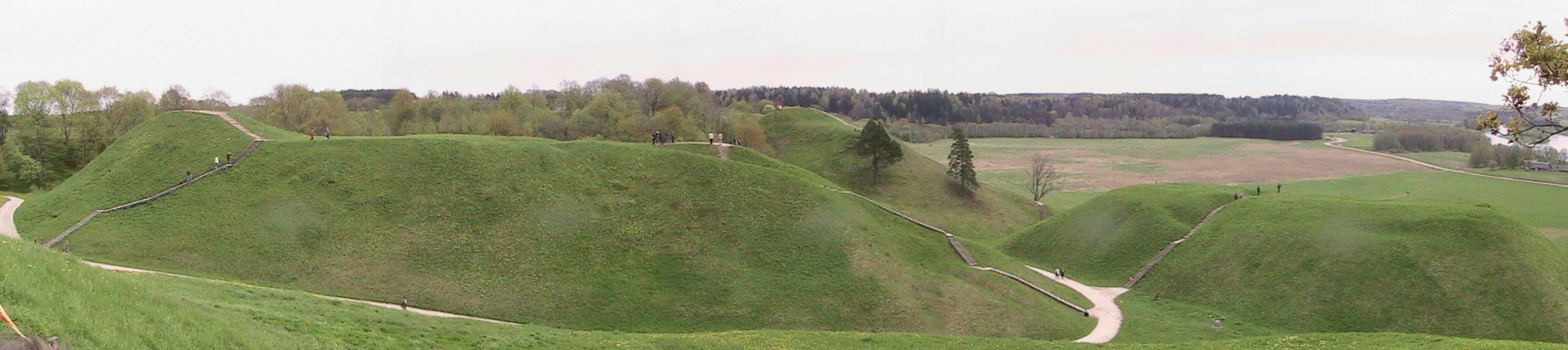
Panorama van de heuvelforten, de Pajauta-vallei en de rivier de Neris

### Beschrijving
De archeologische site van Kernavė werd in 2003 een staatscultuurreservaat. Het jaar daarna werd het door Unesco opgenomen op de Werelderfgoedlijst. Unesco beschouwt de site als een "uitzonderlijke getuigenis van ongeveer 10 millennia van menselijke nederzettingen in deze regio". De site bestaat uit het dorp Kernavė, forten, enkele niet-versterkte nederzettingen, begraafplaatsen en andere archeologische, historische en culturele monumenten daterend van de late periode van het paleolithicum tot de middeleeuwen. De beschermde site is 194,4 ha groot en omvat sporen van oud landgebruik en vijf indrukwekkende heuvelforten die deel uitmaakten van een uitgebreid beschermingssysteem. Vier forten staan dicht bij elkaar, in het centrum van het reservaat. Het vijfde ligt ongeveer een halve kilometer ten oosten van de vier gegroepeerde forten en staat op het terras dat uitkijkt op de vallei van de Kernavėlė-rivier. In de Pajauta-vallei, bij de rivier de Neris liggen de resten van de middeleeuwse stad Kernavė, die in de late 14e eeuw door de Duitse Orde werd vernietigd.

### Motivatie
UNESCO heeft de archeologische site van Kernavė opgenomen in haar Werelderfgoedlijst op basis van twee criteria:
1. criterium (iii): De archeologische site van Kernavė is een buitengewone getuigenis van de evolutie van menselijke nederzettingen in de Baltische regio over een periode van zo’n 10 millennia. De site heeft uitzonderlijk bewijs van het contact tussen heidense en christelijke graftradities.
2. criterium (iv): De nederzettingspatronen en de heuvelforten zijn uitmuntende voorbeelden van de ontwikkeling van zulke bouwsels en van de geschiedenis van hun gebruik in de voorchristelijke periode.

## Fotogalerij

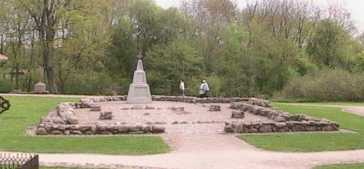
De funderingen van de oude kerk
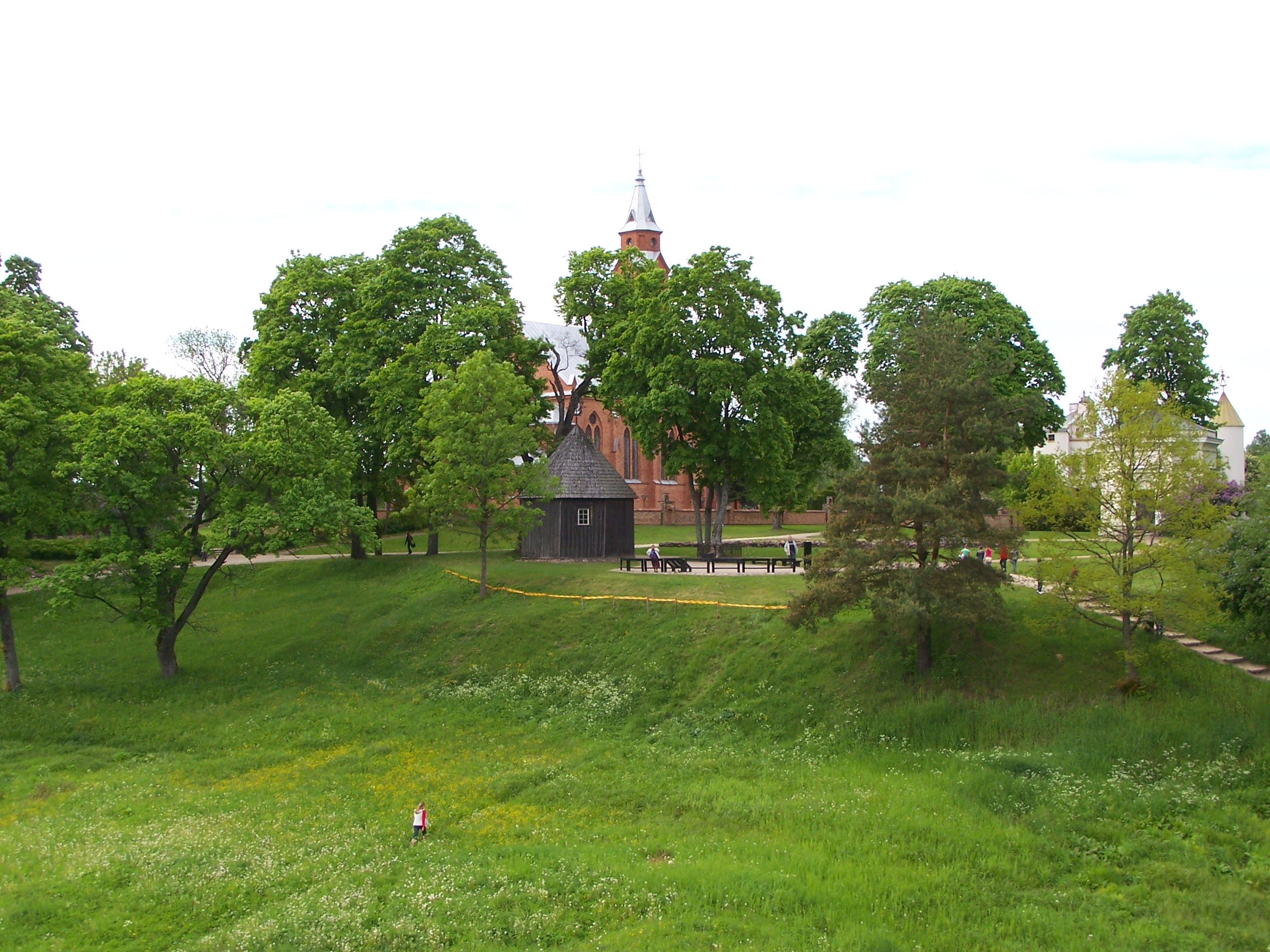
Heuvelfort met de kerk